# 吉川昭彦
吉川 昭彦（よしかわ あきひこ、1955年 - ）は、日本の工学者、実業家である。株式会社澤藤電機の代表取締役社長、日野モータースマニュファクチャリングタイランド株式会社代表取締役社長。
長崎県出身。九州工業大学工学部を卒業後、昭和53年日野自動車工業株式会社（現 日野自動車株式会社）に入社。同社専務取締役、日野モータースマニュファクチャリングタイランド株式会社代表取締役社長などを経て、平成27年株式会社澤藤電機の代表取締役社長、顧問に就任した。

## 経歴
- 昭和30年-長崎県生まれ
- 昭和53年-九州工業大学工学部卒業
- 昭和53年-日野自動車工業株式会社(現 日野自動車株式会社)入社
- 平成12年-同社日野工場機械部長
- 平成14年-同社日野工場組立部長
- 平成17年-同社日野工場副工場長同社新田工場長代理兼新田工場工務部長
- 平成18年-同社執行役員兼新田工場長日野モータースマニュファクチャ
- 平成19年-日野モータースマニュファクチャリングタイランド株式会社代表取締役社長
- 平成25年-日野自動車株式会社常務役員、同社専務取締役、取締役
- 平成27年-株式会社澤藤電機顧問
- 平成27年-同社代表取締役社長